# هوش شبکه‌های اجتماعی
هوش رسانه‌های اجتماعی (SMI یا SOCMINT) شامل ابزارها و راه‌حل‌هایی است که به سازمان‌ها اجازه می‌دهد مکالمات را تجزیه و تحلیل کنند، به همگام‌سازی سیگنال‌های اجتماعی پاسخ دهند و نقاط داده‌های اجتماعی را در روندها و تحلیل‌های معنادار بر اساس نیازهای کاربر ترکیب کنند.  هوش رسانه‌های اجتماعی به فرد اجازه می‌دهد تا از جمع‌آوری اطلاعات از سایت‌های رسانه‌های اجتماعی، با استفاده از ابزارهای نفوذی یا غیرمداخله، از شبکه‌های اجتماعی باز و بسته استفاده کند.[1]  این نوع جمع آوری اطلاعات یکی از عناصر OSINT (هوش منبع باز) است.
این اصطلاح در مقاله ای در سال 2012 توسط سر دیوید اوماند، جیمی بارتلت و کارل میلر برای مرکز تجزیه و تحلیل رسانه های اجتماعی در اتاق فکر مستقر در لندن، Demos، ابداع شد.  نویسندگان استدلال کردند که رسانه‌های اجتماعی در حال حاضر بخش مهمی از کار اطلاعاتی و امنیتی است، اما قبل از اینکه بتوان آن را شکل جدیدی از اطلاعات قدرتمند در نظر گرفت، تغییرات فنی، تحلیلی و نظارتی لازم است، از جمله اصلاحیه‌هایی در مقررات قدرت‌های تحقیقاتی بریتانیا. قانون 2000.
با توجه به تکامل پویای رسانه های اجتماعی و نظارت بر رسانه های اجتماعی، درک فعلی ما از اینکه چگونه نظارت رسانه های اجتماعی می تواند به سازمان ها در ایجاد ارزش تجاری کمک کند، کافی نیست.  در نتیجه، نیاز به مطالعه وجود دارد که چگونه سازمان‌ها می‌توانند (الف) داده‌های رسانه‌های اجتماعی مرتبط با کسب‌وکارشان را استخراج و تجزیه و تحلیل کنند، و (ب) از هوش خارجی به‌دست‌آمده از نظارت رسانه‌های اجتماعی برای ابتکارات تجاری خاص (تسخیر) استفاده کنند. [5]

## استفاده دولتی
در تایلند، بخش سرکوب جرایم فناوری نه تنها یک تیم 30 نفره را برای بررسی دقیق رسانه‌های اجتماعی برای محتوایی که به عنوان بی‌احترامی به سلطنت شناخته می‌شود، استخدام می‌کند، بلکه شهروندان را نیز تشویق می‌کند تا چنین محتوایی را گزارش کنند.  به ویژه با هدف قرار دادن جوانان، آنها یک برنامه "پیشاهی سایبری" را اجرا می کنند که در آن به شرکت کنندگان برای گزارش افرادی که مطالبی را ارسال می کنند که به عنوان مضر برای سلطنت تلقی می شود، پاداش دریافت می کنند.[6]
نمونه هایی در اسرائیل شامل دستگیری فلسطینی ها توسط پلیس به خاطر پست هایشان در شبکه های اجتماعی است.  یک نمونه شامل یک دختر 15 ساله است که یک استاتوس در فیس بوک با عبارت "مرا ببخش" را منتشر کرد که باعث ایجاد سوء ظن در میان مقامات اسرائیلی مبنی بر اینکه او ممکن است قصد حمله داشته باشد.[6]
در مصر، یک فراخوان درز 2014 برای مناقصه از سوی وزارت کشور، تلاش‌هایی را برای تهیه یک سیستم نظارت بر رسانه‌های اجتماعی برای شناسایی چهره‌های برجسته و جلوگیری از اعتراضات قبل از وقوع آشکار می‌کند.[6]
در ایالات متحده، ZeroFOX به دلیل به اشتراک گذاشتن گزارشی با مقامات بالتیمور که نشان می داد چگونه ابزار نظارت بر رسانه های اجتماعی آنها می تواند شورش های پس از تشییع جنازه فردی گری را ردیابی کند، با انتقاد مواجه شد.  در این گزارش 19 نفر، از جمله دو شخصیت برجسته از جنبش #زندگی سیاهان مهم است، به عنوان "بازیگران تهدید" نامگذاری شدند.[6]
در بریتانیا، انجمن افسران ارشد پلیس انگلستان، ولز، و ایرلند شمالی بر اهمیت رسانه‌های اجتماعی در جمع‌آوری اطلاعات در جریان اعتراضات ضد فرکینگ در سال 2011 تأکید کردند. گزارش 2013 نشان می دهد که تیمی متشکل از 17 افسر در واحد ملی افراط گرایی داخلی در حال اسکن توییت های عمومی، ویدیوهای یوتیوب، نمایه های فیس بوک و سایر محتوای آنلاین شهروندان بریتانیایی هستند.[6]

## تاثیر بر عقاید سیاسی
در طول انتخابات ریاست‌جمهوری ایالات متحده در سال 2016، کمیته اطلاعات سنا گزارش‌هایی را منتشر کرد که حاوی اطلاعاتی در مورد استفاده روسیه از مزارع ترول‌ها برای گمراه کردن رأی‌دهندگان سیاه‌پوست در مورد رأی‌گیری بود.[7]  همچنین، محققان آلمانی در سال 2010 پیام‌های توییتر را در مورد انتخابات فدرال آلمان تجزیه و تحلیل کردند و به این نتیجه رسیدند که توییتر در هدایت کاربران به یک عقیده سیاسی خاص نقش داشته است.[8]
در یک مفهوم گسترده، رسانه‌های اجتماعی به یک شیوه مکالمه، توزیع شده از تولید محتوا، انتشار و ارتباط بین جوامع اشاره دارد.  بر خلاف رسانه‌های سنتی و صنعتی مبتنی بر پخش، رسانه‌های اجتماعی مرزهای بین نویسنده و خواننده را از بین برده‌اند، در حالی که فرآیند مصرف و انتشار اطلاعات به طور ذاتی با فرآیند تولید و اشتراک‌گذاری اطلاعات در هم تنیده شده است.[9]
نمونه ای از نحوه استفاده از SOCMINT برای تأثیرگذاری بر عقاید سیاسی رسوایی کمبریج آنالیتیکا است.  کمبریج آنالیتیکا شرکتی بود که اطلاعات کاربران خود را از فیس بوک بدون رضایت یا اطلاع آمریکایی ها خریداری می کرد.  آنها از این داده ها برای ساختن یک «ابزار جنگ روانی» برای متقاعد کردن رأی دهندگان آمریکایی برای انتخاب دونالد ترامپ به عنوان رئیس جمهور در انتخابات 2016 استفاده کردند.  [10] کریستوفر ویلی، افشاگر، گزارش داد که اطلاعات شخصی در اوایل سال 2014 گرفته شد و برای ساختن سیستمی استفاده شد که می‌تواند رای‌دهندگان ایالات متحده را با تبلیغات سیاسی شخصی‌شده هدف قرار دهد.  اطلاعات بیش از 50 میلیون فرد مورد سوء استفاده و دستکاری قرار گرفت.  [11] [12]